# マリア・エレナ・ボスキ
マリア・エレナ・ボスキ（イタリア語: Maria Elena Boschi、1981年1月24日 - ）は、イタリアの政治家。下院議員。これまでに無任所大臣（憲法改正・議会関係担当）、首相府次官を務めた。

## 沿革

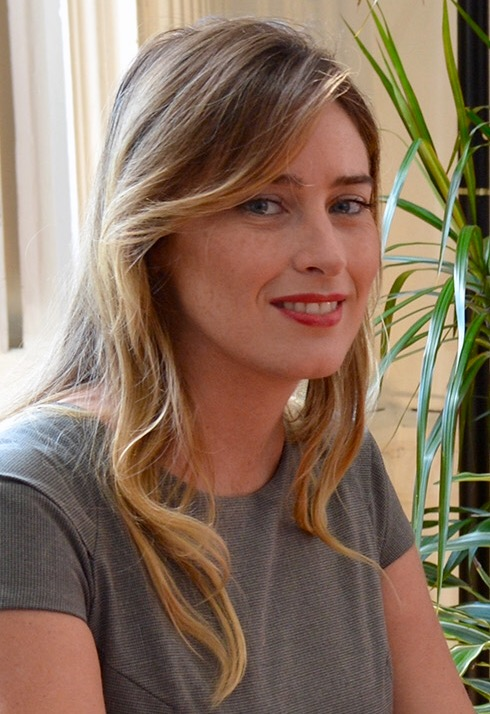
2016年

トスカーナ州アレッツォ県、モンテヴァルキ出身。大学法学部で会社法を専攻。
2012年、民主党の書記長選挙に立候補したマッテオ・レンツィの選対スタッフとして参画した。レンツィは決選投票に進むも、ピエル・ルイジ・ベルサーニに敗北。その後、ボスキは民主党のフィレンツェ支部の執行部に登用される。
2013年のイタリア総選挙でトスカーナ州選挙区から民主党公認で出馬、初当選する。同年、レンツィが党書記長選挙に出馬し当選、ボスキも党改革の責任者として執行部入りする。
2014年、レンツィ内閣の発足に伴い、無任所相として33歳の若さで初入閣。2016年12月に発足したジェンティローニ内閣では首相府次官を務め、2018年6月1日の内閣総辞職とともに退任した。